# Christine Hocq
Christine Hocq (* 12. Oktober 1970 in Casablanca, Marokko) ist eine ehemalige französische Triathletin.

## Werdegang
Christine Hocq wurde in Marokko geboren und war in ihrer Jugend im Schwimmsport aktiv.
Ab 1994 startete sie für den Verein Beauvais Triathlon.

### Olympische Sommerspiele 2000
Christine Hocq war neben Stéphan Bignet, Carl Blasco, Olivier Marceau, Béatrice Mouthon und deren Schwester Isabelle, vom französischen Nationalen Olympischen Komitee (NOK) für die Premiere von Triathlon bei den Olympischen Sommerspielen 2000 in Sydney nominiert worden. Sie belegte im Einzel, als zweitbeste Französin den achten Rang belegte.
1997, 2000 und erneut 2001 wurde sie französische Vizestaatsmeisterin auf der Triathlon-Kurzdistanz.
Seit 2001 tritt sie nicht mehr international in Erscheinung.

## Sportliche Erfolge
| Datum/Jahr    | Rang | Wettbewerb                           | Austragungsort    | Zeit     | Bemerkung                                                                 |
| ------------- | ---- | ------------------------------------ | ----------------- | -------- | ------------------------------------------------------------------------- |
| 17. Juni 2001 | 3    | All Stars Triathlon                  | Monaco            | 00:46:11 | hinter Sibylle Matter (0,5 km Schwimmen, 14 km Radfahren und 5 km Laufen) |
| 27. Aug. 2001 | 2    | FRA Triathlon National Championships | Lac de Vassivière | 02:13    | [ 3 ]                                                                     |
| 2000          | 2    | FRA Triathlon National Championships | Lac de Vassivière |          | hinter Isabelle Mouthon                                                   |
| 16. Sep. 2000 | 8    | Olympische Sommerspiele              | Sydney            | 02:03:00 |                                                                           |
| 1999          | 3    | FRA Triathlon National Championships | Lac de Vassivière |          |                                                                           |
| 1998          | 3    | FRA Triathlon National Championships | Mulhouse          |          |                                                                           |
| 1997          | 2    | FRA Triathlon National Championships | Larmor-Plage      |          |                                                                           |
| 27. Apr. 1997 | 5    | ITU Triathlon World Cup              | Auckland          | 02:04:06 |                                                                           |